# Форхбан
Форхбан (нім. Forchbahn, FB, Frieda) — місцева залізнична лінія у швейцарському кантоні Цюрих.
Належить та є під орудою Forchbahn AG і позначається як лінія S18 Цюрихського S-Bahn.
До лінії застосовуються стандартні зональні тарифи Zürcher Verkehrsverbund (ZVV).

Лінія була відкрита в 1912 році та сполучає міста Еслінген і Форх з Регальпом, передмістям міста Цюрих.
Від Регальпа потяги прямують коліями трамвайної мережі Цюриха до кінцевої станції Цюрих-Штадельгофен ФБ, що є за межами залізничної станції Цюрих-Штадельгофен у центрі Цюриха.

Ширина колії — 1000 мм. Між Еслінгеном і Регальпом лінія має довжину приблизно 13 км, дистанція трамвайною мережею Цюриха — 3 км.

## Історія
Форхбан відкрито 27 листопада 1912 р., поїздка тривала 67 хвилин.
Побудована лінія від межі міста Цюрих до Еслінгена була одноколійною трамвайною лінією, значною мірою спільною з дорожнім рухом.
В Еслінгені Форхбан мав сполучення з трамвайною лінією Устер — Етвіль і, опосередковано через неї, з трамвайною лінією Ветцикон — Майлен. Ці дві трамвайні лінії, що мали ширину колії 1000 мм, були закриті до 1950 року.
В 1950 році було запропоновано замінити лінію на автобуси, і з помірним успіхом було проведено двотижневу пробну автобусну роботу.
Висновок експерименту полягав у тому, що збереження лінії було найкращим рішенням за умови, що лінію виокремити від автотрафіку та модернізувати.
У наступне десятиліття розділення залізничного та автомобільного руху було збільшено.
Було придбано новий рухомий склад, подібний до двох вагонів, побудованих для лінії наприкінці 1940-х років.

В 1970 році у Форхі було побудовано нове депо і станцію, а також нову дистанцію колії та підземний перехід під нею.
В 1973—1976 роках під селом Зумікон було побудовано тунель, який ліквідував дистанцію колії вулицею села.
В 1976 році були введені нові поїзди Tram 2000 та інтервал руху 15 хвилин.
До 1979 року лінія подвоїлася аж до Нове Форхе.
В 1990 році лінія була передана до транспортної мережі ZVV, а в 1995 році була побудована нова кінцева станція в Еслінгені.
В 2004 році у Stadler були придбані нові вагони з низькою підлогою, щоб замінити серію 1950-х років.
В 2007 році кінцева станція в Штадельгофені була перепланована.
|                             |
| Лінія у Цоллікерберг в 1915 |

|                          |
| Потяг у Нові Форх в 1982 |

## Маршрут
Лінія починається від станції Цюрих-Штадельгофен ФБ на Штадельгоферплац, за межами залізничної станції Цюрих-Штадельгофен, де лінія закінчується на кільці з власними двома платформами.
Платформи Форхбан оточують платформи для трамвайних маршрутів 11 і 8 Цюрихського трамваю, що мають спільну колію з початковою дистанцією Форхбан.

Між Штадельгофеном і Регальпом потяги Форхбан використовують колії трамвайної мережі, що належать Verkehrsbetriebe Zürich (VBZ) та електрифіковані 600 В постійного струму і значною мірою спільною з дорожнім рухом.
Між цими двома пунктами потяги Форхбан обслуговують проміжні трамвайні зупинки на Кройцплац (де відгалужується трамвайний маршрут 8), Гегібахплац і Бальгрист.

У Регальп трамвайний маршрут 11 має кінцеву зупинку, а потяги Форхбан мають окрему станцію Цюрих-Регальп. Тут починається лінія власне лінія Форхбану, що електрифікована 1200 В постійного струму.
Від Регальп до станції Вальтікон лінія має подвійну колію та обслуговує проміжні станції Вальдбург, Шпиталь-Цоллікерберг та Цоллікерберг.

Відразу після виходу зі станції Вальтікон лінія входить у двоколійний тунель під селом Зумікон, де має підземні станції Зумікон і Майагер.
Лінія виходить на поверхню безпосередньо перед в'їздом на станцію Новий Форх.
Наступна дистанція, між Новим Форхом і Форхом, є одноколійною, друга колія має бути побудована в 2020-х роках.

Після Форха лінія проходить під автомагістралью, вона є одноколійною та обслуговує проміжні станції Шойрен, Нойгауз-бай-Гінтерегг, Гінтеррегг, Егг, Лангвіс та Еммат.
Усі ці зупинки мають роз'їзди, за винятком Ленгвіса та Еммата.
Лінія закінчується на станції Еслінген, яка має три колії.

|                                                                  |
| Форхбан і міський трамвай на кінцевій станції Цюрих-Штадельгофен |

|                       |
| Станція і депо у Форх |

|                              |
| Поїзд у сільській місцевості |

## Рухомий склад
| Фото | №           | Тип       | Позначення | Рік       | Примітки |
| ---- | ----------- | --------- | ---------- | --------- | --- |
|      | 4           |           | CFe 2/2    | 1912      | Оригінальний мотор-вагон, придбаний для відкриття лінії. Зберігся в оригінальній блакитній лівреї лінії та використовується в особливих випадках. |
|      | 10          |           | BDe 4/4    | 1948      | Мотор-вагон, що були придбані для оновлення рухомого склада в 1950-х роках. Зберігся та використовується в особливих випадках. |
|      | 11          |           | C          | 1912      | Оригінальний причепний вагон, придбаний для відкриття лінії. Зберігся в оригінальній блакитній лівреї лінії та використовується в особливих випадках. |
|      | 21/22-31/32 | Tram 2000 | Be 8/8     | 1976-1986 | Блоки, що складаються з пар вагонів, постійно зчеплені хвіст до хвоста з кабіною водія на кожному кінці блоку та дверима з обох боків. |
|      | 51-58       | Tram 2000 | Be 4/4     | 1994      | Мотор-вагони з кабіною на одному кінці та дверима з обох боків. |
|      | 201-204     | Tram 2000 | Bt         | 1981-1982 | Причіпні вагони без двигуна, для використання з трамваєм типу 2000 одиниць 21/22-31/32 і 51-58, з кабіною на одному кінці та дверима з обох боків. |
|      | 61-73       | Stadler   | Be 4/6     | 2004      | Зчленовані мотор-вагони, з кабіною на одному кінці та дверима з обох боків. Вагони мають частково-низьку підлогу, з низьким рівнем входу. Вагони були побудовані компанією Stadler Rail за індивідуальним дизайном, але включали компоненти зі стандартного продукту GTW. |